# Pierre Vadeboncœur
Pierre Vadeboncœur (28 juillet 1920 - 11 février 2010) est un avocat, syndicaliste et écrivain québécois.
Avocat formé à l’Université de Montréal comme son ami d’enfance Pierre Elliott Trudeau, Vadeboncœur obtient une licence en droit en 1943. Il s'implique dans le mouvement syndical, à la Confédération des syndicats nationaux (CSN), à compter de 1950. Il publie alors des textes dans la revue Cité libre. Il est un acteur de premier plan des luttes ouvrières qui ont marqué le Québec, souvent aux côtés de son ami Michel Chartrand.
Après 25 ans de militantisme soutenu, il s'éloigne du mouvement pour se consacrer entièrement à l'écriture jusqu'à la fin de sa vie.

## Jeunesse
Pierre Vadeboncœur est né le 28 juillet 1920 à Strathmore, un secteur du sud-ouest de l'île de Montréal,. « En 1934, gravement malade, ce fils de pharmacien est sauvé de justesse par le célèbre Dr Norman Bethune. Le médecin libre-penseur, futur héros de la Révolution chinoise, l’opère à deux reprises, vêtu de sa chemise à carreaux, selon ce que m’en racontera Vadeboncœur », écrit le journaliste Jean-François Nadeau.
Il fit ses études classiques au Collège Brébeuf et s’inscrivit par la suite à la Faculté de droit de l’Université de Montréal. C'est à la suite de ses études en droit qu'il développe les compétences pour travailler dans le monde des relations de travail.

## Syndicalisme
Pierre Vadeboncoeur est embauché par la Confédération des travailleurs catholiques du Canada en 1950. Il contribuera à la déconfessionnalisation de la centrale qui deviendra la Confédération des syndicats nationaux (CSN) en 1960.
En 1960, il va soutenir des travailleurs de la Côte-Nord qui voulaient se donner un syndicat québécois, alors que l'entreprise voulait leur imposer un syndicat américain.
Après avoir œuvré durant 25 ans comme conseiller syndical à la CSN, il prend sa retraite de la vie syndicale en 1975 pour se consacrer principalement à l'écriture.

## Écrivain
Pierre Vadeboncœur a publié bon nombre d'articles, de lettres ouvertes et de textes critiques qui ont été publiés dans divers journaux et périodiques dont Parti pris, Le Devoir, L'Action nationale et Le Couac. Son style classique est comparé à celui de Valéry ou de Péguy.
Son champ d'intérêt, au départ tourné vers la vie syndicale et sociale, s'oriente graduellement vers la politique à compter des années 1960, notamment en appui au mouvement souverainiste québécois, pour ensuite s'en détacher quelque peu et se consacrer à un traitement personnel des questions philosophiques, esthétiques (notamment dans les arts visuels) et spirituelles.
Il entretient des correspondances avec des écrivains de son temps, tels que Jean-Pierre Issenhuth, envers qui il témoigne son admiration.
Dans ses dernières années, il a publié des ouvrages affichant son opposition fondamentale à l'impérialisme. Dans certains ses textes, tels que Trois essais (1983) il manifeste nettement un antiaméricanisme, que la presse contemporaine ne manque pas de lui reprocher.
Il meurt le 11 février 2010 à Montréal,.

## Impacts immédiats
Vadeboncœur fut qualifié comme étant l'un des penseurs les plus pénétrants du Québec et un phare de la littérature québécoise,,.
Selon Claudette Carbonneau, il a été l'un des acteurs déterminant de la déconfessionnalisation de la CSN et d'un virage plus combatif de la centrale.
Gilles Duceppe et Pauline Marois ont souligné qu'il a marqué sa société, notamment en étant un des pères et artisans de la Révolution tranquille.

## Prix Pierre-Vadeboncœur
Le prix Pierre-Vadeboncœur est un prix qui a été créé lors du congrès annuel de la Confédération des syndicats nationaux (CSN) au printemps de 2011. Ce prix annuel est doté d'une bourse de $5,000. Il est décerné à l’auteur d’un essai en sciences humaines, sociales ou politique avec un contenu qui fait avancer la réflexion collective dans le sens d'une plus grande justice sociale et d'une meilleure connaissance, tant sociologique qu'historique, de la société québécoise. L’ouvrage primé devra avoir été écrit par un auteur québécois et publié en langue française par une maison d’édition québécoise. Le jury est constitué d'un panel des anciens lauréats.

## Prix et distinctions
- 1970 - Prix Liberté[15]
- 1971 - Prix Ludger-Duvernay
- 1976 - Prix Athanase-David[1]
- 1979 - Grand Prix littéraire de la Ville de Montréal, Les Deux royaumes
- 1984 - Prix Jean-Hamelin, Trois essais sur l'insignifiance, suivis de Lettre à la France
- 1985 - Prix Canada-Suisse
- 1993 - Prix Le Signet d'Or, Le Bonheur excessif
- 1994 - Prix littéraire Canada-Communauté française de Belgique
- 1997 - Prix Spirale Eva-Le-Grand
- 2001 - Prix Victor-Barbeau
- 2003 - Prix de la revue Études françaises
- 2008 - Médaille de l'Académie des lettres du Québec
- 2012 - Prix Jacques Parizeau

## Famille
Il est le père de l'urgentologue Alain Vadeboncoeur.